# Ranina
Ranina is een geslacht van krabben uit de familie Raninidae.

## Soorten
- Ranina ranina (Linnaeus, 1758)
- Ranina scabra Fabricius